# Аетомилица
Аетомилица, още Денско или Денцко (на гръцки: Αετομηλίτσα, Аетомилица, до 1927 година катаревуса Δέντσικον, Денцикон, димотики Δέντσικο, Денцико или Ντένισκο, Дениско, до 1928 година Γαλαταριά, Галатария,на албански: Dencka), е село в Северозападна Гърция, част от дем Коница в област Епир. До 2011 година Аетомилица е самостоятелна община в ном Янина.

## География
Селото е разположено високо в южните склонове на планината Грамос.

## История
Селото традиционно е с арумънско население. По време на Илинденско-Преображенското въстание в Денско влиза голямата чета на Васил Чекаларов, радушно посрещната от влашкото население.
В 1912 година Денско попада в Гърция. В 1935 година част от жителите на Денско са заселени в ениджевардарското село Липариново (Липаро). В 1940 година жителите му са 864 души, но в Гръцката гражданска война е разселено. В преброяването от 1951 година се води без жители.